# Oatlands (Sydney)
Oatlands – geograficzna nazwa dzielnicy, położonej na terenie samorządów lokalnych, City of Parramatta i Hrabstwo Hills, wchodzących w skład aglomeracji Sydney, w stanie Nowa Południowa Walia, w Australii.